# 雅畈站
雅畈站是位于湖北省宜昌市枝江市白洋镇雅畈村的一个铁路车站，邮政编码443208。车站建于1970年，有焦柳铁路经过该站，现仅办理货运业务，不办理客运业务。车站距离月山站739公里，隶属武汉铁路局宜昌车务段，是四等站，本站及相邻上下行区间均为电气化区段。